# ساتشي كوكوريو
ساتشي كوكوريو (國立幸 كوكوريو ساتشي) هي ممثلة يابانية ولدت في 9 يوليو 1984 في طوكيو.

## أدوارها في الأنمي

### مسلسلات أنمي تلفزيونية
- حفيد نوراريهيون - أوميواكامارو (سن الثانية عشر)
- كاتيكيو هيتمان ريبورن! - فران
- أمير عالم العفاريت devils and realist - أستاروث
- هاجيمي نو إيبو Rising - إيبو ماكونوتشي (أيام الطفولة)
- دي جرايمان - إيريك
- كيشين تايسن جيجانتيك فورميولا - سيرغيه كولاكوفسكي
- جاندام بيلد فايترز - ريجي
- جاندام بيلد فايترز تراي - ريجي
- أسوماتسو-سان - تشيبيتا
- الخطايا السبع المميتة - آرثر بندراغون
- موب سايكو 100 - شو سوزوكي
- أكاديميتي للأبطال - كاتسكي باكوغو (أيام الطفولة)

### أوفا أنمي
- هجوم العمالقة: مذكرة إلزي - إلزي لانغنار

## وصلات خارجية
- ساتشي كوكوريو على موقع IMDb (الإنجليزية)
- ساتشي كوكوريو على موقع ميوزك برينز (الإنجليزية)
- ساتشي كوكوريو على موقع قاعدة بيانات الفيلم (الإنجليزية)
- ساتشي كوكوريو على موقع ANN person (الإنجليزية)